# How to Be Very, Very Popular
How to Be Very, Very Popular is een Amerikaanse filmkomedie uit 1955 in CinemaScope onder regie van Nunnally Johnson. De film, met in de hoofdrollen Betty Grable (in haar laatste rol) en Sheree North (in haar doorbraakrol), is gebaseerd op het toneelstuk She Loves Me Not uit 1933 van Howard Lindsay dat op zijn beurt gebaseerd is op de roman She Loves Me Not uit 1933 van Edward Hope. De film werd destijds in Nederland uitgebracht onder de titel Geen moment... zonder student.

## Verhaal
Stormy Tornado en Curly Flagg zijn twee burleskedanseresjes die getuige zijn van de moord op collega-danseres Cherry Blossom Wang. Ze worden bedreigd door de moordenaar en besluiten daarop te vluchten. Ze nemen de eerste bus die ze tegenkomen, die hen brengt naar een universiteitsstadje net buiten Los Angeles. Ze zoeken onderdak in een slaapvertrek op campus en treffen Wedge aan, een student die al bijna veertig jaar oud is. Hij trekt al snel de conclusie dat zij de missende getuigen zijn in de moordzaak, die veel publiciteit ontvangt, en waarschuwt hen dat enkel mannen zijn toegestaan in het slaapvertrek. Terwijl Stormy en Wedge elkaar beter leren kennen, ontmoet Curly in een ander slaapvertrek Eddie Jones, die zijn kamergenoot Toby Marshall probeert te hypnotiseren. Hij faalt, maar hypnotiseert per ongeluk Curly en besluit haar te observeren voor wetenschappelijk onderzoek.
Stormy en Wedge zijn ontdaan wanneer ze Curly aantreffen in haar verwarde toestand en eisen dat Eddie onmiddellijk de hypnose verbreekt. Toby, die Curly wel ziet zitten, geeft haar een zoen voordat Eddie dit kan doen, en omdat net op dat moment een aardbeving plaatsvindt, wordt de verbreking van de hypnose opgeschud en raken Curly en Eddie smoorverliefd op elkaar. De volgende dag komt het nieuws dat de getuigen van de moord zijn gespot op de universiteit. Om niet dieper in de problemen te komen, besluiten Stormy en Curly zich te vermommen als mannen. Een reeks misverstanden brengt hen echter dieper in de problemen.

## Rolverdeling
| Acteur           | Personage                  |
| ---------------- | -------------------------- |
| Betty Grable     | Stormy Tornado             |
| Sheree North     | Curly Flagg                |
| Bob Cummings     | Fillmore "Wedge" Wedgewood |
| Charles Coburn   | Dokter Tweed               |
| Tommy Noonan     | Eddie Jones                |
| Orson Bean       | Toby Marshall              |
| Fred Clark       | B.J. Marshall              |
| Charlotte Austin | Midge                      |
| Alice Pearce     | Miss "Syl" Sylvester       |
| Rhys Williams    | Cedric Flagg               |
| Andrew Tombes    | Sergeant Moon              |
| Noel Toy         | Cherry Blossom Wang        |
| Emory Parnell    | Politiechef                |

## Productie
Het toneelstuk waar de film op is gebaseerd is gebaseerd op een roman, die al in 1934 werd verfilmd onder de titel She Loves Me Not met Miriam Hopkins en Bing Crosby. Een remake volgde in 1942 onder de titel True to the Army. Deze verfilming is echter direct gebaseerd op het toneelstuk in plaats van het boek en kent daardoor enkele plotverschillen. 
De rol van Curly Flagg werd aanvankelijk aangeboden aan Marilyn Monroe, met de bedoeling dat ze te zien zou zijn naast Jane Russell, maar Monroe sloeg deze af en werd geschorst door de filmstudio. In januari 1955 kwam het nieuws dat nieuwkomer haar rol had overgenomen; deze castwijziging werd uitgebreid verslaggegeven door de pers, hetgeen resulteerde in een cover op Life voor North, die door de media werd omschreven als het antwoord van Fox op Monroe's rebelse gedrag. Waar deze film de doorbraak betekende voor North, was het voor tegenspeelster Betty Grable haar laatste filmrol. De draaiperiode was van februari tot en met april 1955.

## Ontvangst
De film kreeg wisselvallige kritieken van de pers, waarbij Grable werd bewonderd voor haar vertolking en North werd bekritiseerd. De recensent van De Waarheid schreef: "Het [verhaal] is te zot om los te lopen. Maar de situaties zijn wel zo dwaas, de dialoog soms zo spits en het tempo snel genoeg, dat maar één ding overblijft: lach en vergeet. [..] Heus, een mens amuseert zich best met deze cine-techni-onzin." De criticus van Het Parool schreef: "De verknipte humor van (heel verrassend) Betty Grable en de oude Charles Coburn als een corrupte president, laten voor wie van die Amerikaanse spitsigheden houdt, voldoende ruimte tot lachen over. Maar in de vertaling is daar uiteraard het meeste van weggevallen."